# Schlacht um Quảng Trị
Schlacht um Tua Hai (1960) – Schlacht um Ap Bac (1963) – Schlacht von Nam Dong (1964) – Tonkin-Zwischenfall (1964) – Operation Flaming Dart (1965) – Operation Rolling Thunder (1965–68) – Schlacht von Dong Xoai (1965) – Schlacht im Ia-Drang-Tal (1965) – Operation Crimp (1966) – Operation Hastings (1966) – Schlacht von Long Tan (1966) – Operation Attleboro (1966) – Operation Cedar Falls (1967) – Schlacht um Hügel 881 (1967) – Schlacht bei Dak To (1967) – Schlacht um Khe Sanh (1968) – Tet-Offensive (1968) – Schlacht um Huế (1968) – Operation Speedy Express (1968/69) – Operation Dewey Canyon (1969) – Schlacht am Hamburger Hill (1969) – Operation Menu (1969/70) – Operation Lam Son 719 (1971) – Schlacht um FSB Mary Ann (1971) – Schlacht um Quảng Trị (1972) – Operation Linebacker (1972) – Operation Linebacker II (1972) – Schlacht von Xuan Loc (1975) – Operation Frequent Wind (1975)
Die Schlacht um Quảng Trị war der erste große Erfolg der Nordvietnamesen während ihrer Osteroffensive im Jahre 1972. Die Provinz Quảng Trị war immer wieder Schauplatz verschiedener Operationen des Vietnamkriegs.

## Vorgeschichte
Im Jahr 1972 wurden die US-Truppen allmählich durch Truppen der ARVN, der Armee Südvietnams, abgelöst. Gleichzeitig planten die Nordvietnamesen einen Großangriff mit drei Divisionen auf die Region. Diese standen unter der Führung von General Võ Nguyên Giáp.
Wenige Monate vor der Schlacht übernahm die neu formierte 3. ARVN-Division die Stützpunkte der Amerikaner entlang der demilitarisierten Zone. Auf der Gegenseite waren die 304., 308. und 324B. Division beteiligt.

## Die Schlacht
Die Offensive begann am 30. März mit stundenlangem Artilleriefeuer des Vietcong auf wichtige Stützpunkte. Wenig später griffen Infanterie- und Panzereinheiten verschiedene Stützpunkte in der Region an. Die Geschwindigkeit des Angriffs war für die ARVN ein Schock, da sie nicht vorbereitet war und sich nun einem überlegenen Gegner gegenübersah.

### Camp Caroll
Camp Caroll war ein Stützpunkt des 56. ARVN-Regiments. Die Basis lag seit Tagen unter Artilleriebeschuss, was hohe Verluste verursachte. Die Moral der Soldaten war niedrig und es war klar, dass die Südvietnamesen gegen einen Großangriff keine Chance gehabt hätten.
Deshalb beschloss der Kommandeur, sich den Nordvietnamesen zu ergeben. Die amerikanischen Militärberater des United States Army Special Forces Command (Airborne) weigerten sich, sich in Gefangenschaft zu begeben und verließen das Lager. Zuvor war das Oberkommando informiert worden. Am 2. April 1972 hatte sich das Lager offiziell mit weißer Flagge dem Gegner ergeben. Um die Fahrzeuge und Geschütze nicht dem Vietcong zu überlassen, wurde ein Angriff mit B-52-Bombern gegen das Lager geflogen. Allerdings kam dieser zu spät zum Ziel, die Waffen waren bereits verlegt worden.

### Đông Hà
Nach dem Verlust von Camp Caroll versuchte der Süden, den Gegner an so vielen Stellen wie möglich aufzuhalten. Bei Đông Hà stand das südvietnamesische 3. Marines-Bataillon vor der Aufgabe, die feindliche Hauptstreitmacht mit 20.000 Soldaten und Panzern aufzuhalten. Die Südvietnamesen sollten mit einigen M48-Panzern eine wichtige Brücke verteidigen. Die Brücke musste bald von einem amerikanischen Militärberater gesprengt werden, da die Verteidigung unmöglich schien. Einige Tage später hatte der Vietcong eine andere Brücke überquert und schloss das Regiment nun ein. Um nicht aufgerieben zu werden, mussten die ARVN-Truppen sich nach Süden durchkämpfen und das Gebiet dem Gegner überlassen.
Dong Ha wurde am 28. April eingenommen und am 1. Mai war die Provinz Quảng Trị vollständig unter nordvietnamesischer Kontrolle.

## Folgen
Nach seinem ersten großen Sieg des Jahres und dem erfolgreichen Abschluss seiner Offensive führte der Vietcong sofort sein politisches System ein und ließ Gegner verhaften und Farmen verstaatlichen. Eine Verwaltung wurde ebenfalls eingerichtet.
Einige Wochen später startete der Süden jedoch einen Gegenangriff, um das verlorene Gebiet zurückzuerobern. Die Operation dauerte vom 28. Juni bis zum 16. September 1972. Es gelang der ARVN, fast das gesamte Gebiet wieder unter Kontrolle zu bringen. Der nördlichste Teil der Provinz blieb jedoch bis zum Kriegsende im April 1975 unter nordvietnamesischer Kontrolle.